# 북대구우체국
북대구우체국은 대구광역시 북구 전역을 관할하는 경북지방우정청 소속의 우체국이다.

## 연혁
- 1990년 12월 31일: 북대구우체국 신설 (대통령령 제13228호)
- 1991년 1월 10일: 업무과, 관리과 설치 (체신부령 제829호): 2과 9계, 소속국 지정 (체신부령 제830호): 9국
- 1991년 11월 20일: 우편발착, 집배업무 개시
- 1992년 1월 20일: 창구업무 개시
- 1997년 10월 1일: 현업관서 편제개편: 3과 1실(대통령령 제15460호)
- 2001년 5월 1일: 편제개편 및 명칭변경: 마케팅실 신설, 업무과 → 우편물류과, 관리과 → 지원과, 지도실 → 경영지도실 , 총괄우체국 관리기능 광역화 (의성우체국, 군위우체국 통합관리)
- 2001년 11월 30일: 대현1동우편취급소 폐국[1]
- 2001년 12월 10일: 대구산격시영아파트우편취급소를 북구 산격동 1207-10에서 북구 산격동 1207-19로 이전[2]
- 2007년 10월 8일: 북대구우체국 신청사 이전(북구 구암동 소재) 및 집배실 분리(강남,강북)
- 2014년 1월 1일: 우편구역을 다음과 같이 고시[3]

| 배달국       | 배달구역    | 구역번호      |
| ------------ | ----------- | ------------- |
| 북대구우체국 | 북구 전지역 | 41400 ~ 41597 |

- 2014년 7월 1일: 관할 대구영진전문대학우체국이 우체국 합리화 대상국으로 지정되어 폐국[4]
- 2014년 7월 7일: 관할 경북대학교우체국이 우체국 합리화 대상국으로 지정되어 폐국[4]
- 2015년 8월 3일: 관할 대구칠성동우체국이 우체국 합리화 대상국으로 지정되어 폐국[5]
- 2016년 6월 1일: 경북도청우체국을 대구산격동우체국으로 명칭 변경[6]
- 2020년 5월 1일 : 대구유성아파트우편취급국 폐국[7]
- 2021년 3월 1일 : 우편구역을 다음과 같이 고시[8]

| 배달국           | 배달구역 | 구역번호      |
| ---------------- | --- | ------------- |
| 북대구우체국     | 관음동, 구암동, 국우동, 금호동, 노곡동, 도남동, 동변동, 동천동, 동호동, 매천동, 사수동, 서변동, 연경동, 읍내동, 조야동, 태전동, 팔달동, 학정동 | 41400 ~ 41493 |
| 대구고성동우체국 | 검단동, 고성동1가, 고성동2가, 고성동3가, 노원동1가, 노원동2가, 노원동3가, 대현동, 복현동, 산격동, 칠성동1가, 칠성동2가, 침산동                 | 41494 ~ 41597 |

## 관할 우체국
| 우체국명                     | 사진 | 주소                                | 비고                                        |
| ---------------------------- | ---- | ----------------------------------- | ------------------------------------------- |
| 경북대학교우체국             |      | 대구광역시 북구 대학로 80           | 2014년 7월 7일 폐국                         |
| 경북대학교우편취급국         |      | 대구광역시 북구 대학로 80           |                                             |
| 대구산격동우체국             |      | 대구광역시 북구 연암로 42           | 2016년 6월 1일 경북도청우체국에서 명칭 변경 |
| 대구고성동우체국             |      | 대구광역시 북구 원대로 60           |                                             |
| 대구노원동우체국             |      | 대구광역시 북구 팔달로 195          |                                             |
| 대구대현1동우편취급소        |      | 대구광역시 북구 대현1동 161-8       | 2001년 11월 30일 폐국                       |
| 대구동천동우체국             |      | 대구광역시 북구 동천로 3            |                                             |
| 대구무태우편취급국           |      | 대구광역시 북구 호국로51길 45-6     |                                             |
| 대구복현동우체국             |      | 대구광역시 북구 경진로 5            |                                             |
| 대구산격시영아파트우편취급소 |      | 대구광역시 북구 산격동 1207-19      | 2001년 12월 10일 현위치로 이전              |
| 대구서변동우체국             |      | 대구광역시 북구 호국로43길 17       |                                             |
| 대구영진전문대학우체국       |      | 대구광역시 북구 복현로 35           | 2014년 7월 1일 폐국                         |
| 대구유성아파트우편취급국     |      | 대구광역시 북구 검단로 117          | 2020년 5월 1일 폐국                         |
| 대구읍내동우체국             |      | 대구광역시 북구 구암로15길 16       |                                             |
| 대구제3공단우편취급국        |      | 대구광역시 북구 노원로25길 23       |                                             |
| 대구종합유통단지우체국       |      | 대구광역시 북구 유통단지로 115      |                                             |
| 대구칠곡1동우편취급국        |      | 대구광역시 북구 칠곡중앙대로52길 71 |                                             |
| 대구칠곡우체국               |      | 대구광역시 북구 칠곡중앙대로 577    |                                             |
| 대구칠성동우체국             |      | 대구광역시 북구 칠성남로 184        | 2015년 8월 3일 폐국                         |
| 대구침산2동우편취급국        |      | 대구광역시 북구 침산남로31길 1      |                                             |
| 대구태전동우체국             |      | 대구광역시 북구 매전로 74           |                                             |
| 제79군사우체국               |      | 대구광역시 북구 호국로 780          |                                             |

## 조직
- 영업과
  - 금융팀
  - 우편팀
  - FC팀
  - 고객지원실
- 지원과
- 우편물류과
  - 집배1실
  - 집배2실
  - 운용실
  - 소포실
- 경영지도실